# Chaource
 Der er for få eller ingen kildehenvisninger i denne artikel, hvilket er et problem. Du kan hjælpe ved at angive troværdige kilder til de påstande, som fremføres i artiklen.

Chaource er en fransk kommune med 1104 indbyggere (1. januar 2008) i Départementet Aube i regionen Champagne-Ardenne. Den hører til Arrondissementet Troyes og til Cantonet Chaource. Kommunen ligger cirka 30 km sydligt fra Troyes. 
Chaource er venskabsby til Eppertshausen, Darmstadt-Dieburg, Hessen, Tyskland.